# Dom pani Farnsworth

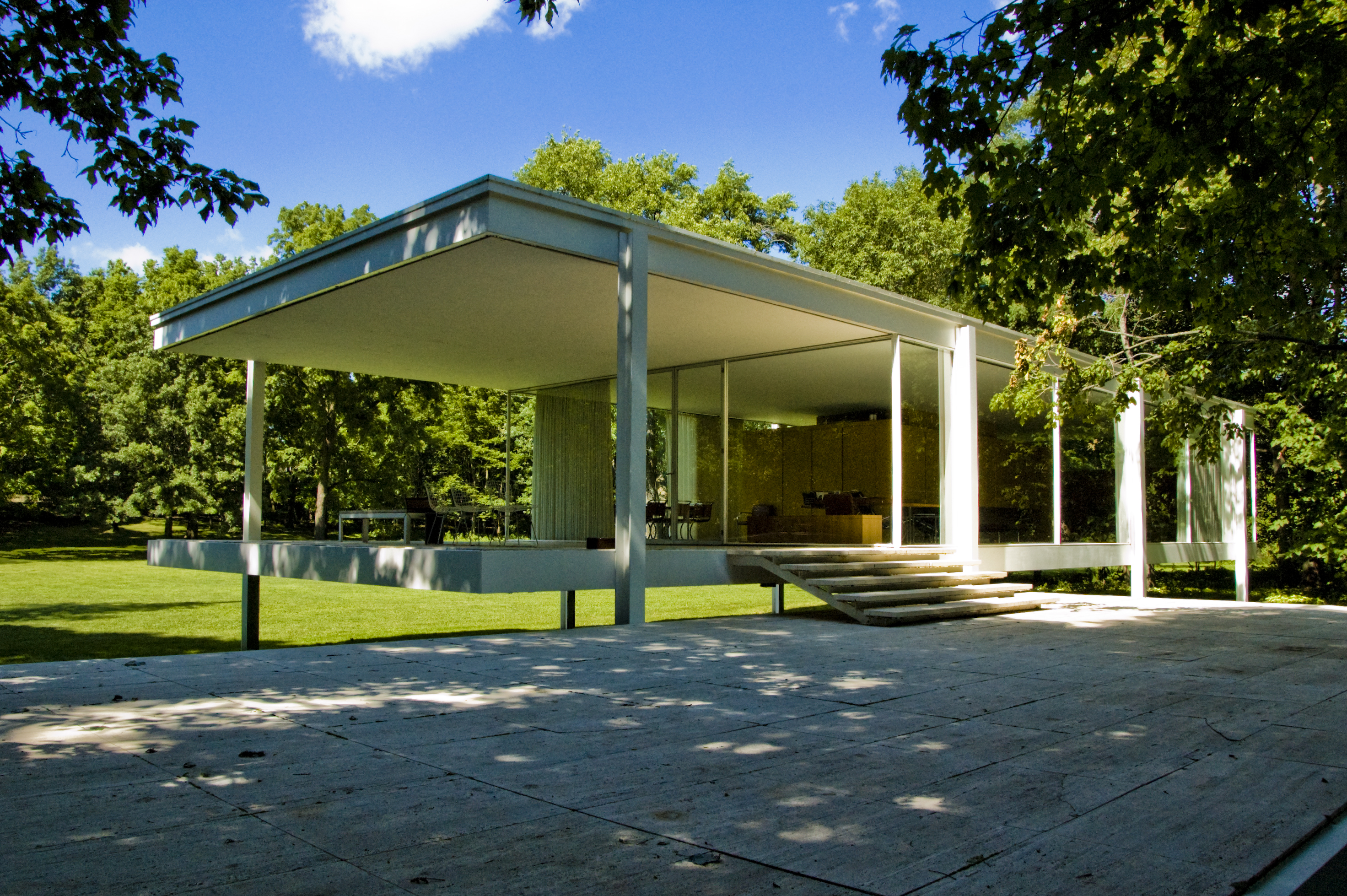
Dom pani Farnsworth

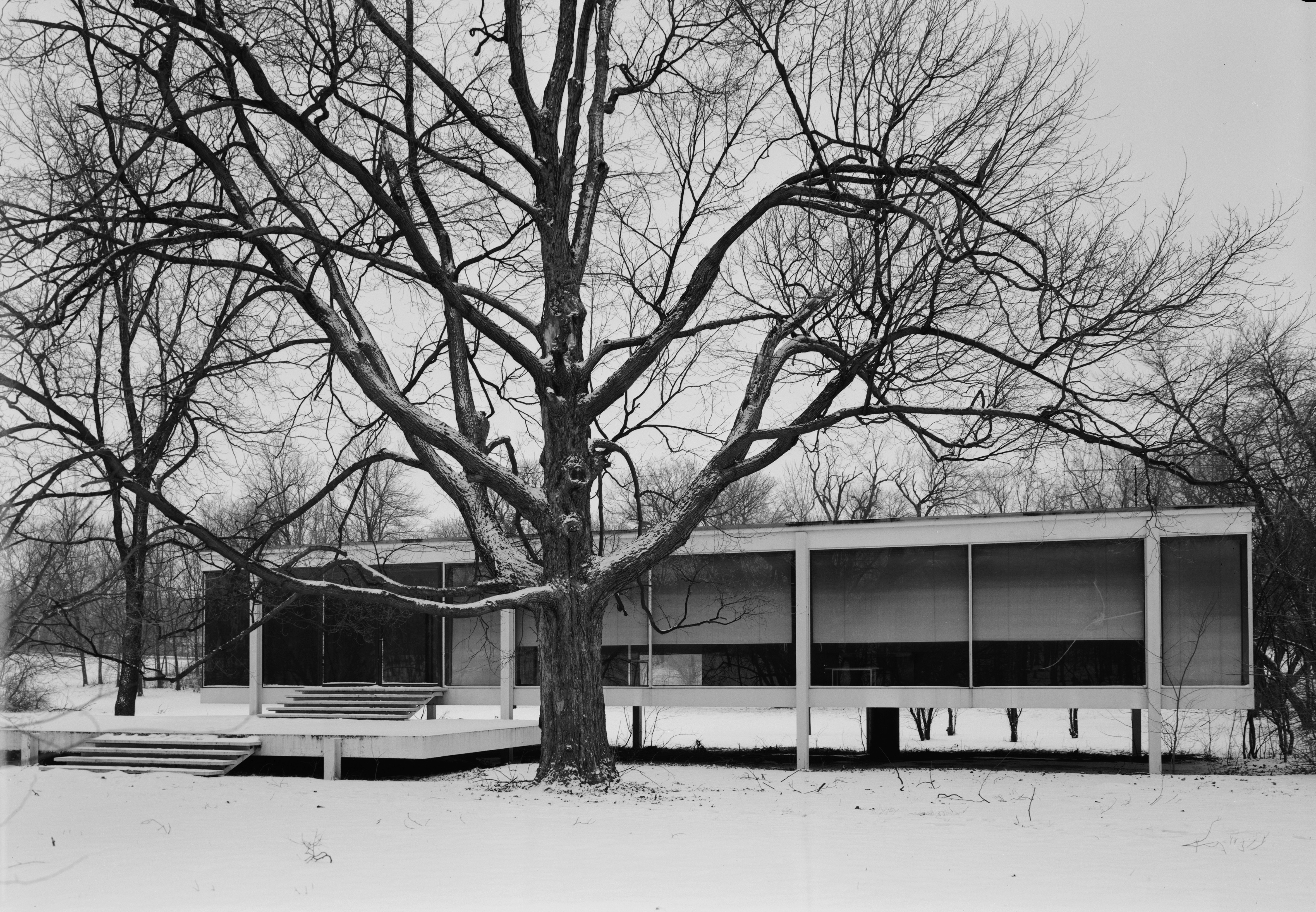
Dom zimą

Dom pani Farnsworth (ang. Farnsworth House) – modernistyczny weekendowy dom podmiejski zbudowany w Plano w stanie Illinois dla doktor medycyny Edith Farnsworth przez niemieckiego architekta Ludwiga Miesa van der Rohe.

## Opis
Zrealizowany w latach 1945–1950 budynek stanowi najpełniejszą (obok Glass House – domu własnego Philipa Johnsona w New Canaan) realizację ideału szklanego domu. Dom ma układ asymetryczny i podłużny jednoprzestrzenny rzut. Zbudowany jest ze stalowych, emaliowanych na biało ram, na których rozpięte są stropodach oraz uniesiona około półtora metra nad poziomem otaczającego terenu podłoga. Dom ma powierzchnię 140 m², natomiast wysokość pomieszczeń to 2,9 m. Całkowicie szklane ściany wydzielają około 2/3 rzutu jako przestrzeń chronioną przed warunkami atmosferycznymi. To wnętrze, swobodnie przechodzące w krajobraz, aranżowane jest głównie przy pomocy mebli – jedynym stałym i dzielącym przestrzeń elementem jest blok kuchenno-sanitarny. Uniesienie budynku na pilotis z jednej strony nadaje mu charakter abstrakcji i lekkości, z drugiej ma pewne znaczenie praktyczne, mając chronić budynek przed wiosennymi wylewami rzeki przylegającej do działki. W 1956 i 1996 wody przybrały jednak powyżej wcześniej przyjmowanego poziomu powodzi stuletniej, zalewając posadzkę domu. Ponadto uniesienie domu na słupach nad ziemią czyni, iż nie zaburza on zastanego krajobrazu, dzięki czemu po jego wybudowaniu wciąż widać istniejącą faunę i florę.
Dom pani Farnsworth to ostatni zrealizowany przez Miesa dom prywatny, wieńczący długoletnie studia, które prowadził on nad współczesną formą mieszkania. Ze względów praktycznych nie miał dużego wpływu na powszechne budownictwo mieszkaniowe, stanowił jednak przedmiot debaty architektonicznej i punkt wyjścia dla wielu case study houses. Jednocześnie wysokie koszty realizacji domu (72 000 dolarów) wywołały konflikt między architektem a inwestorką (mający także podłoże osobiste), zakończony procesem sądowym (wygranym przez architekta). W erze maccartyzmu stał się on jednak pretekstem do nagonki konserwatywnych mediów na architekturę nowoczesną i samego Miesa, do której poza dr Farnsworth przyłączył się Frank Lloyd Wright.
W 1972 dr Farnsworth sprzedała budynek, w 1995 po raz kolejny zmienił właściciela, stając się za cenę 7,5 mln dolarów własnością państwowego funduszu ochrony zabytków i został wpisany na listę obiektów narodowego dziedzictwa kulturowego Stanów Zjednoczonych.